# به آرامی (مجموعه تلویزیونی)
به آرامی (کره‌ای: 안단테; لاتین‌نویسی کره‌ای اصلاح‌شده: Andante) سریال تلویزیونی کره جنوبی در سال ۲۰۱۷ با بازی کیم جونگ-این، بک چول-مین، لی یه-هیون و کیم جین-کیونگ است که از ۲۴ سپتامبر ۲۰۱۷ تا ۷ ژانویه ۲۰۱۸ هر یکشنبه ساعت ۱۰:۱۰ (کی‌اس‌تی) از کی‌بی‌اس۱ پخش شد.

## خلاصه داستان
یک دانش‌آموز دبیرستانی به نام لی شی-کیونگ (کای) به‌همراه خانواده‌اش به حومهٔ شهر نقل مکان می‌کند و یک زندگی واقعی را پیدا می‌کند.

## بازیگران

### اصلی
- کیم جونگ-این در نقش لی شی-کیونگ

دانش‌آموزی دبیرستانی و ضداجتماع که همیشه نزدیک به رایانه‌اش است.
- کیم جین-کیونگ در نقش کیم بوم

دانش‌آموزی مرموز که دختر خفنی است و از نزدیک شدن به همکلاسی‌هایش خجالت می‌کشد.
- لی یه-هیون در نقش لی شی-یونگ

خواهر کوچک‌تر شی-کیونگ که شخصیت عجیبی دارد و یک اوتاکو کاسپلی است.
- گو آن در نقش پارک گا-رام

دانش‌آموزی نخبه و خون‌گرم که آرزوی دکتر شدن دارد.